# Cemitério de Brompton

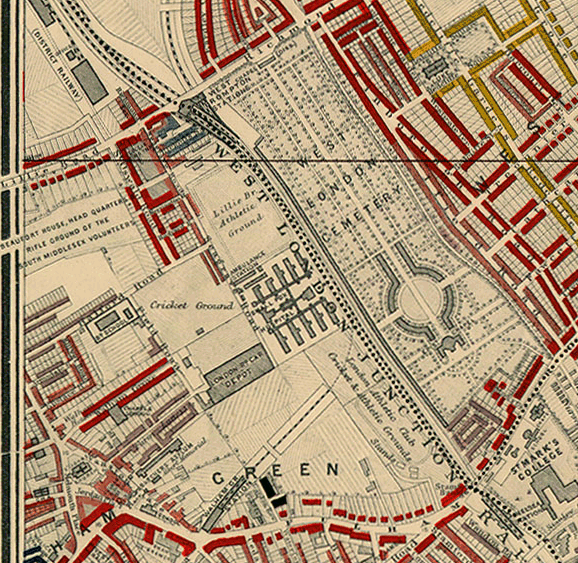
Charles Booth 1889 mapa - detalhe mostrando Cemitério Brompton

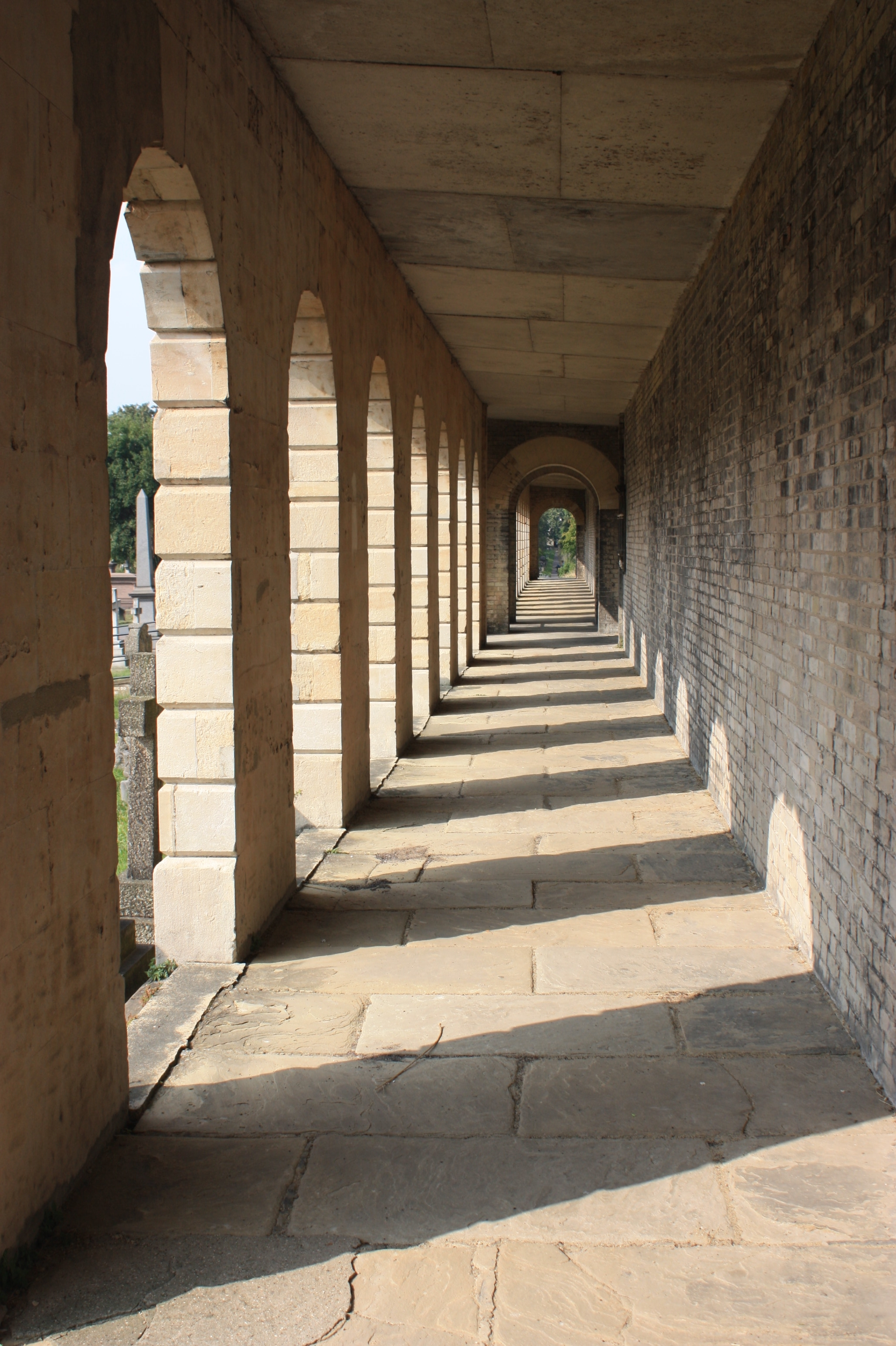
Colunata, cemitério de Brompton, Londres

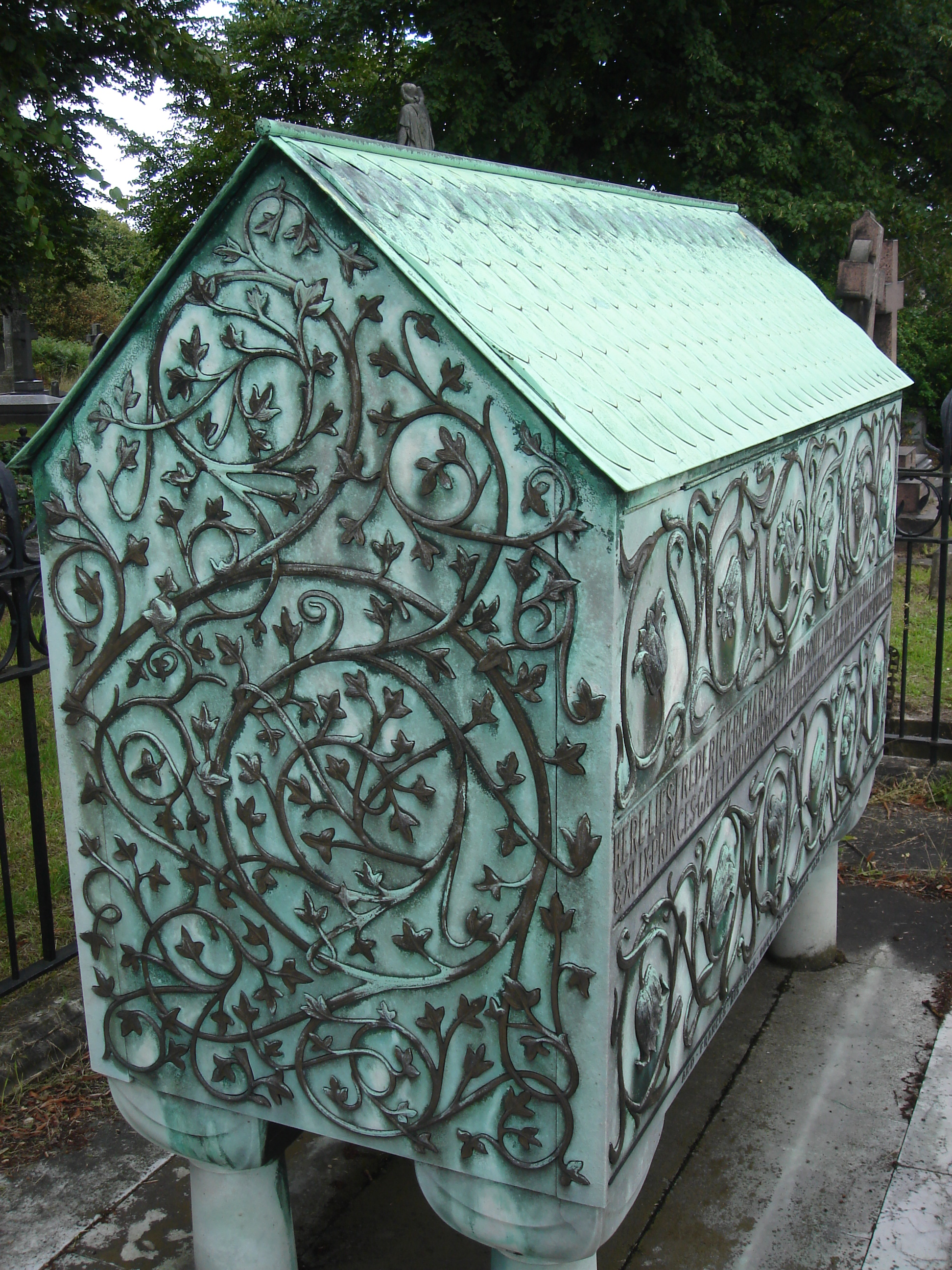
Tumba de Frederick Richards Leyland o único monumento funerário de grau II do cemitério de Brompton

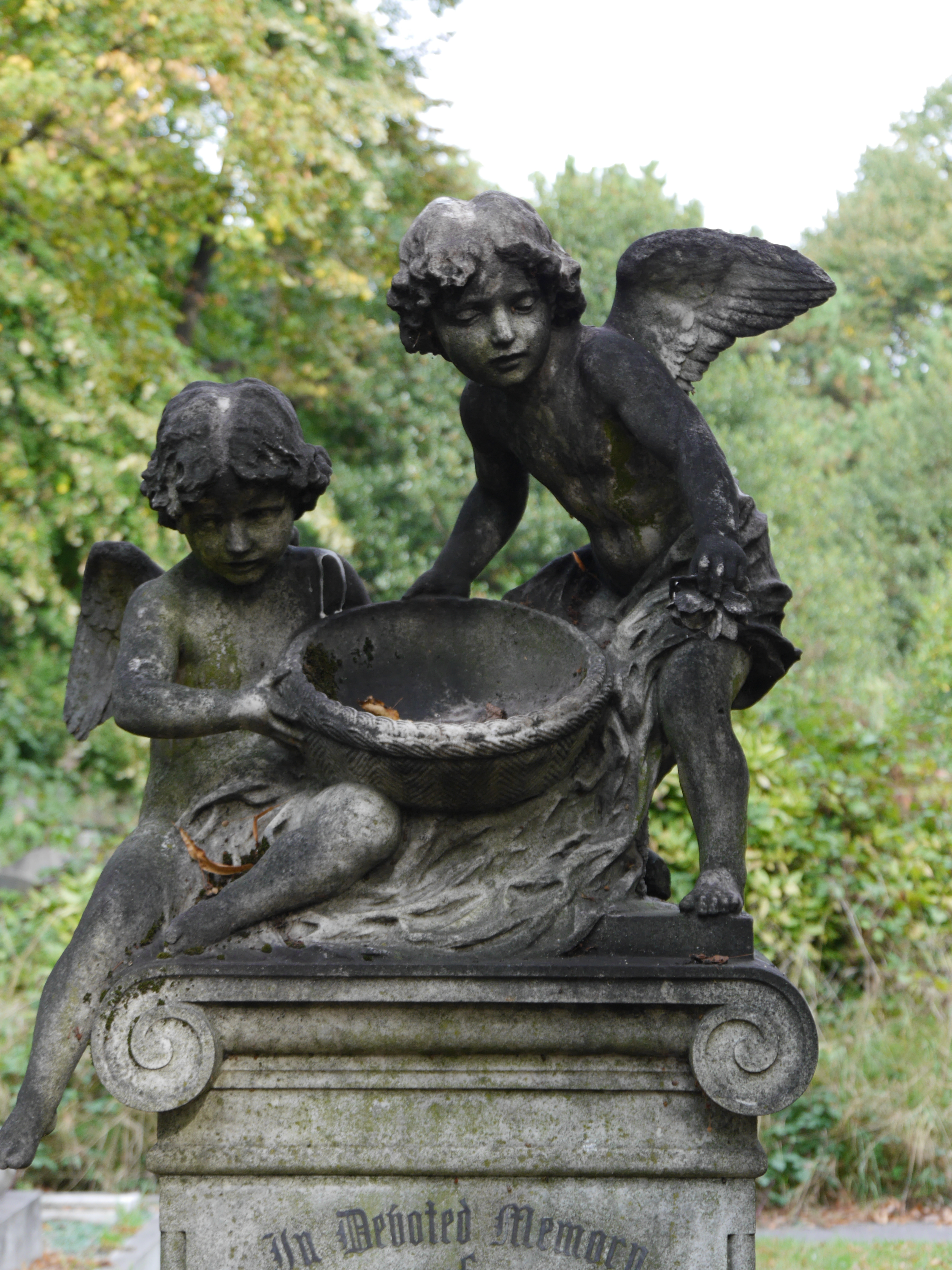
Anjos, Cemitério de Brompton

Cemitério de Brompton (em inglês:  Brompton Cemetery) é um cemitério gerido por The Royal Parks, localizado no borough de Kensington e Chelsea. É um dos Sete Magníficos, Londres. Estabelecido pelo Ato do Parlamento e erigido em 1839, foi aberto em 1840, originalmente é conhecido como o Cemitério de West of London e Westminster. Consagrado por Charles James Blomfield, Bispo de Londres, em junho de 1840, é um dos mais antigos e distintos cemitérios de jardim da Grã-Bretanha. Com cerca de 35.000 monumentos, desde simples lápides a mausoléus substanciais, marcam mais de 205.000 locais de descanso. O local inclui grandes parcelas para mausoléus familiares, e sepulturas comuns onde os caixões são amontoados nas profundezas da terra. Tem também um pequeno columbário, e um Jardim de Memória isolado no extremo norte para restos cremados. O cemitério continua a estar aberto para enterros. É também conhecido como um refúgio urbano para a natureza. Em 2014, foi-lhe atribuído um subsídio da Lotaria Nacional para realizar restauros essenciais e desenvolver um centro de visitantes, entre outras melhorias. Os trabalhos de restauro foram concluídos em 2018.
Embora o cemitério tenha sido originalmente estabelecido por uma empresa privada, é agora propriedade da Coroa.

## História

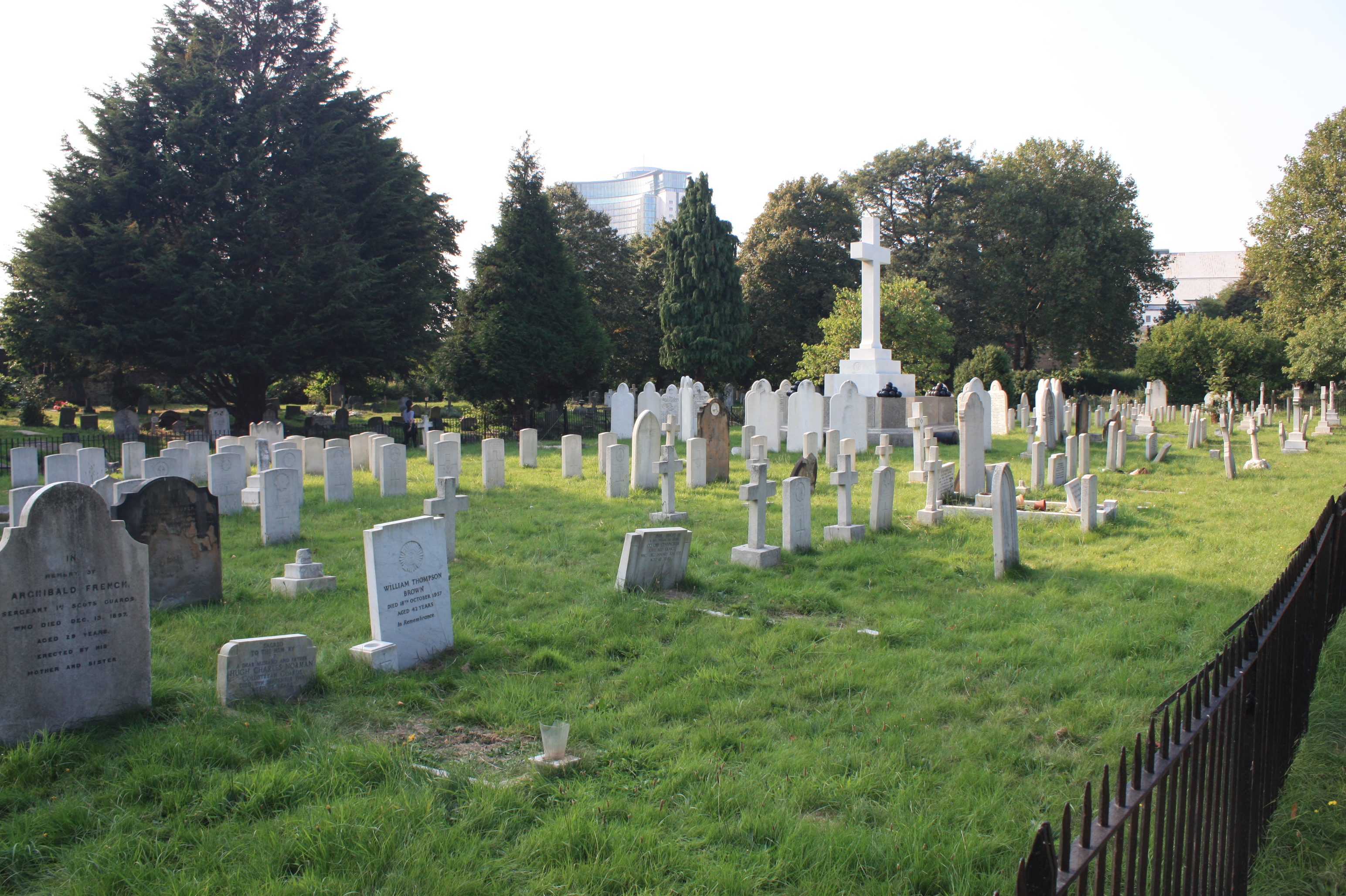
A seção militar do cemitéio de Brompton

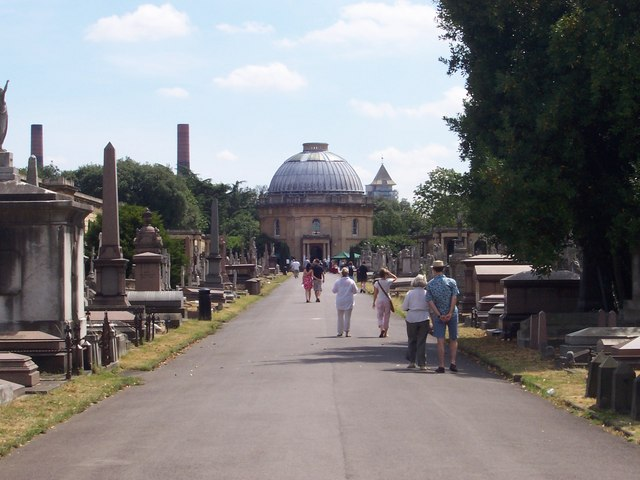
Avenida principal

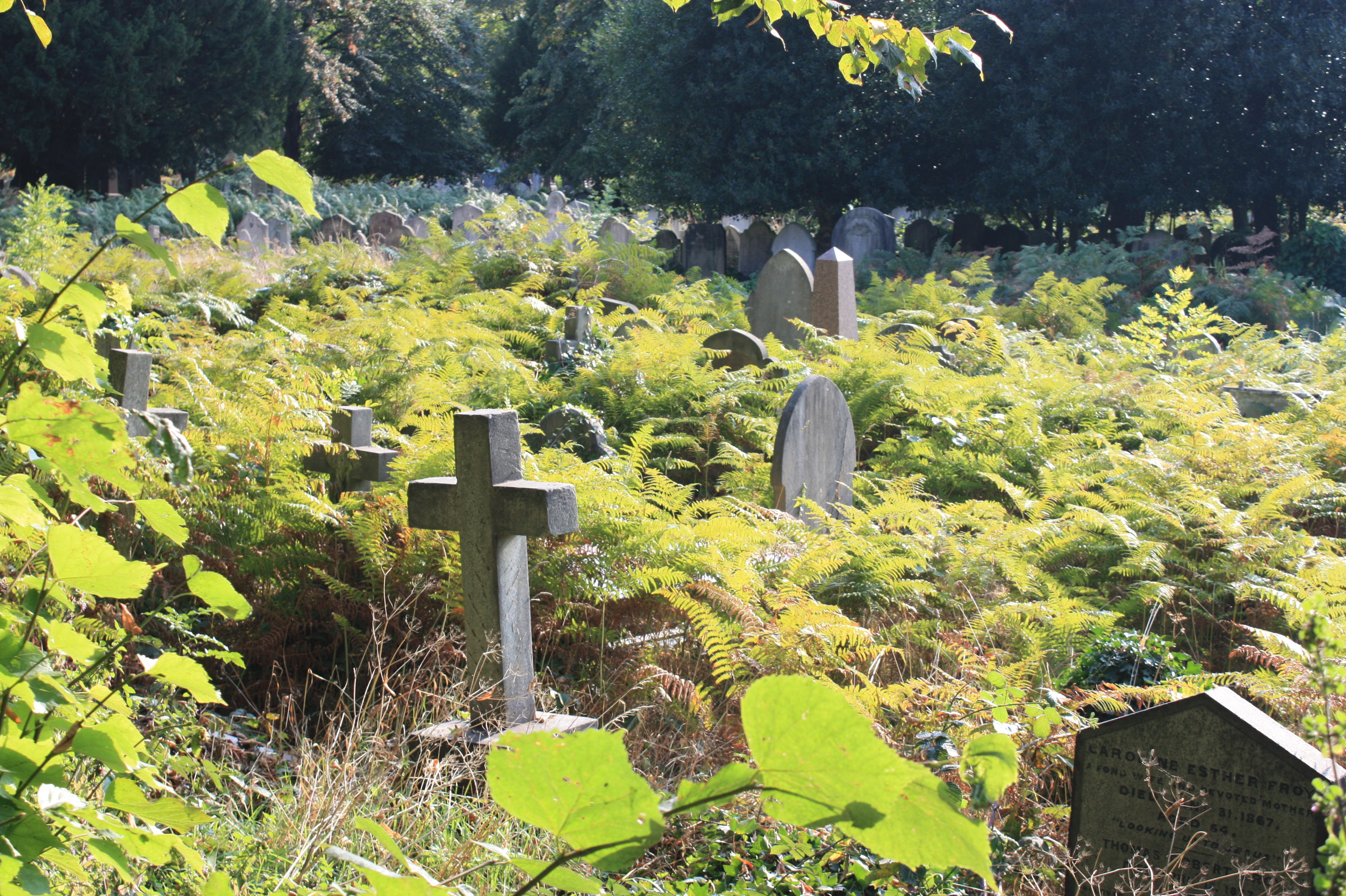
Seção externa leste do cemitério de Brompton

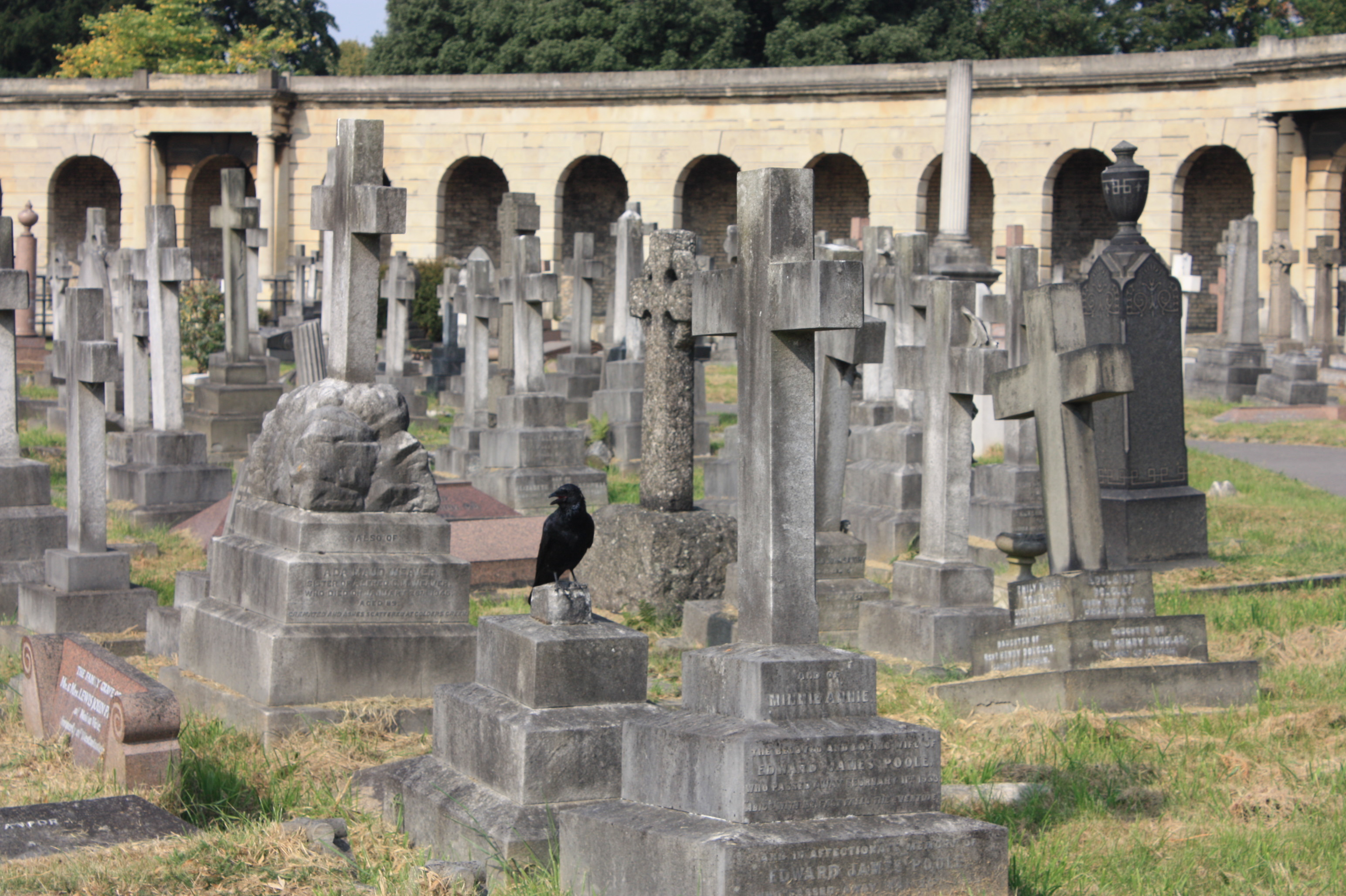
Roundel Central, cemitério de Brompton

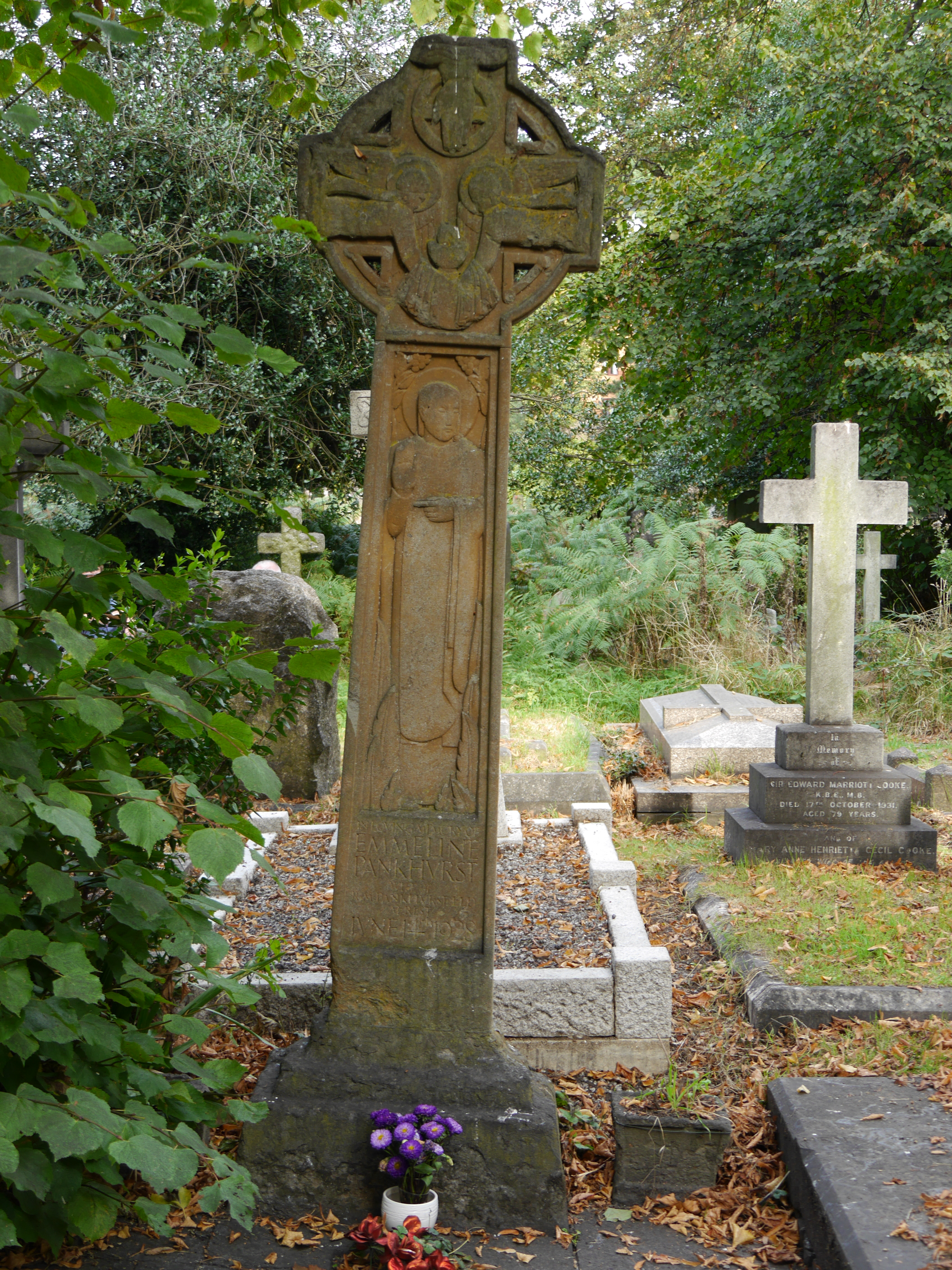
Título de Emmeline, Pankhurst

Nos primeiros anos do Século XIX, os cemitérios do interior da cidade, na sua maioria adros de igrejas, eram há muito incapazes de lidar com o número de enterros e eram vistos como um perigo para a saúde e uma forma pouco digna de tratar os mortos. Em 1837, foi tomada a decisão de estabelecer um novo cemitério em Brompton, Londres. O espírito comovente por detrás do projeto foi o arquitecto e engenheiro, Stephen Geary, e foi necessário formar uma empresa a fim de obter autorização parlamentar para angariar capital para o efeito. Geary foi nomeado arquitecto, mas foi mais tarde forçado a demitir-se. A garantia do terreno - cerca de 40 acres - ao proprietário local, Lord Kensington e à Equitable Gas Light Company, bem como a angariação do dinheiro provou ser um desafio alargado. O cemitério tornou-se um dos sete grandes e novos cemitérios fundados por empresas privadas em meados do século XIX (por vezes chamados "The Magnificent Seven") formando um anel à volta da orla de Londres.
O local, que anteriormente comercializava jardins, tendo sido comprado com a intervenção de John Gunther de Fulham, tinha 39 acres (160.000 m2) de área. O Cemitério de Brompton foi eventualmente concebido pelo arquiteto Benjamin Baud, com no seu centro, uma modesta capela em cúpula de arenito datada de 1839, no seu extremo sul, atingida por dois longos colunatas simétricos, agora todos de grau II*, ao estilo da Praça de São Pedro em Roma, e ladeada por catacumbas. Pretendia-se dar a sensação de uma grande catedral ao ar livre. Tem uma forma rectangular, com a extremidade norte apontando para noroeste e a extremidade sul para sudeste. Tem uma "nave" central que vai da Old Brompton Road em direção à colunata central e à capela. Durante o projeto de restauração de 4 anos que teve início em 2014, um pavimento original vitoriano com padrão radial de pedra Bath e York foi descoberto por baixo do tapete da capela .
Por baixo das colunatas encontram-se catacumbas que foram originalmente concebidas como um enterro alternativo mais barato do que ter uma parcela nos terrenos do cemitério. Infelizmente, as catacumbas não foram um sucesso e apenas cerca de 500 dos muitos milhares de lugares nelas foram vendidos. A Lei dos Intermediários Metropolitanos de 1850 deu ao governo poderes para comprar cemitérios comerciais. Os acionistas da empresa de cemitérios ficaram aliviados por poderem vender as suas ações, uma vez que o custo de construção do cemitério tinha sido ultrapassado e tinham visto pouco retorno do seu investimento e havia poucos funerais no início .

Durante a Segunda Guerra Mundial, o cemitério sofreu danos causados por bombas.

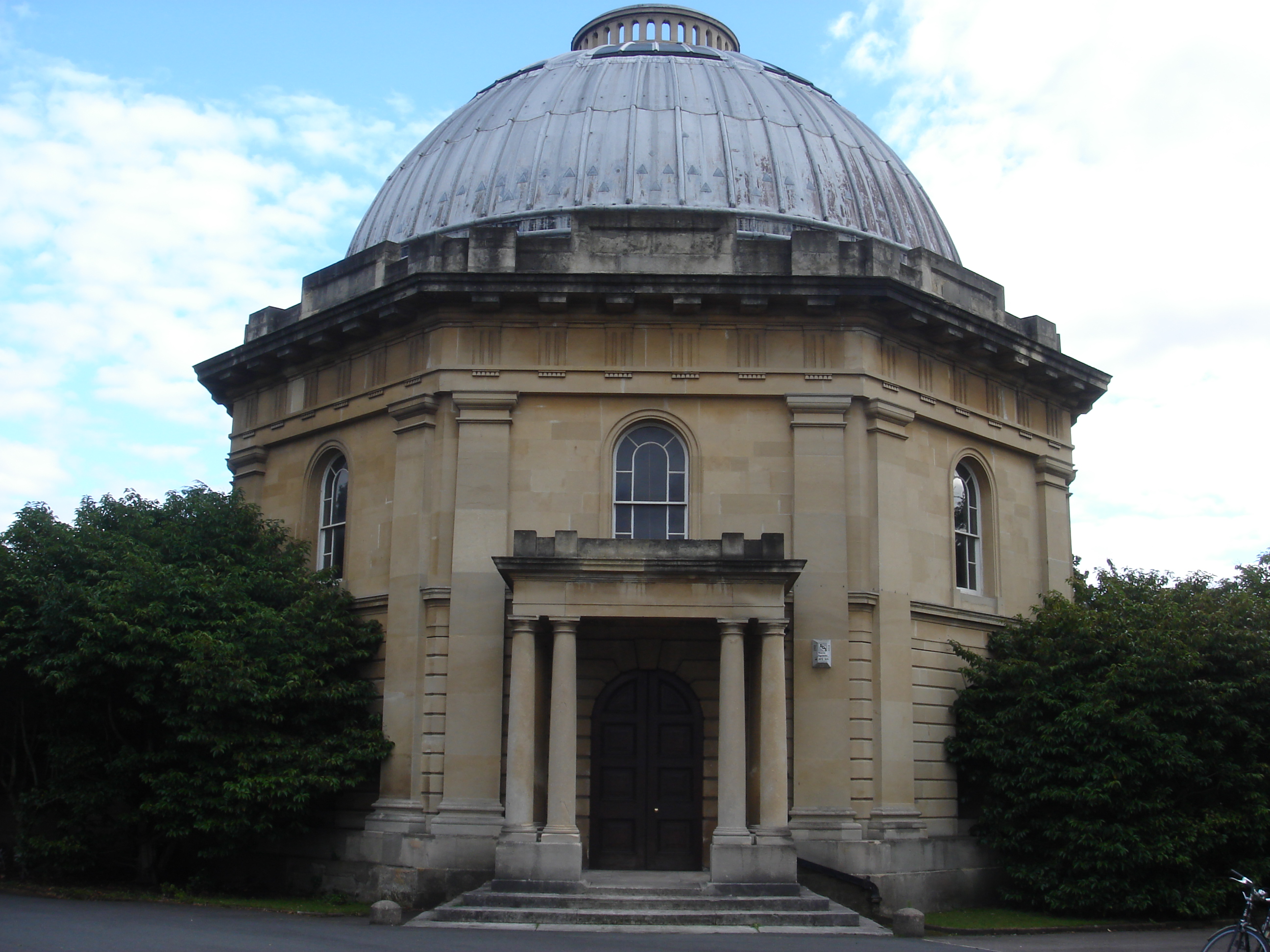
Capela do cemitério de Brompton

## Galeria

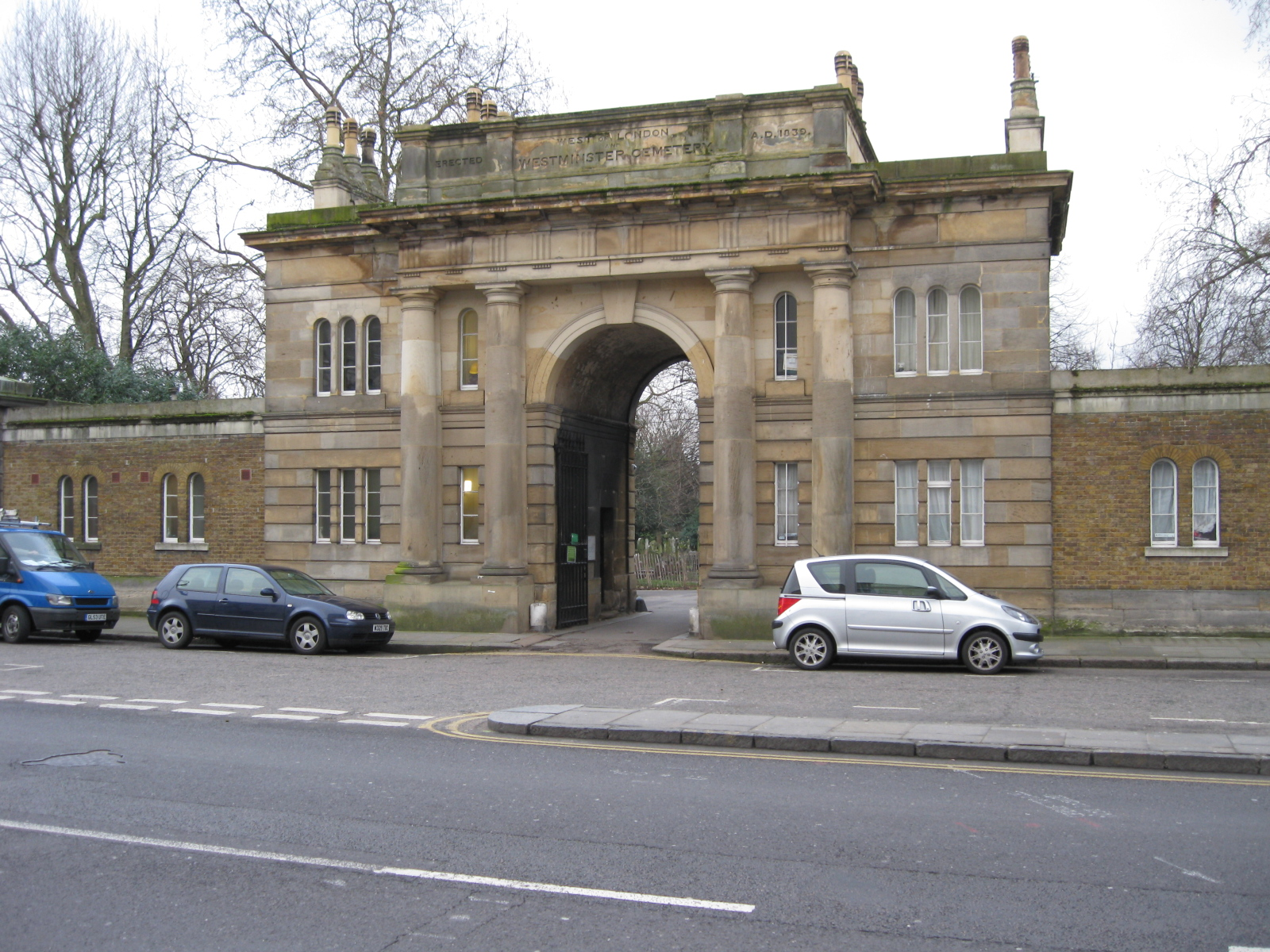
entrada da Old Brompton
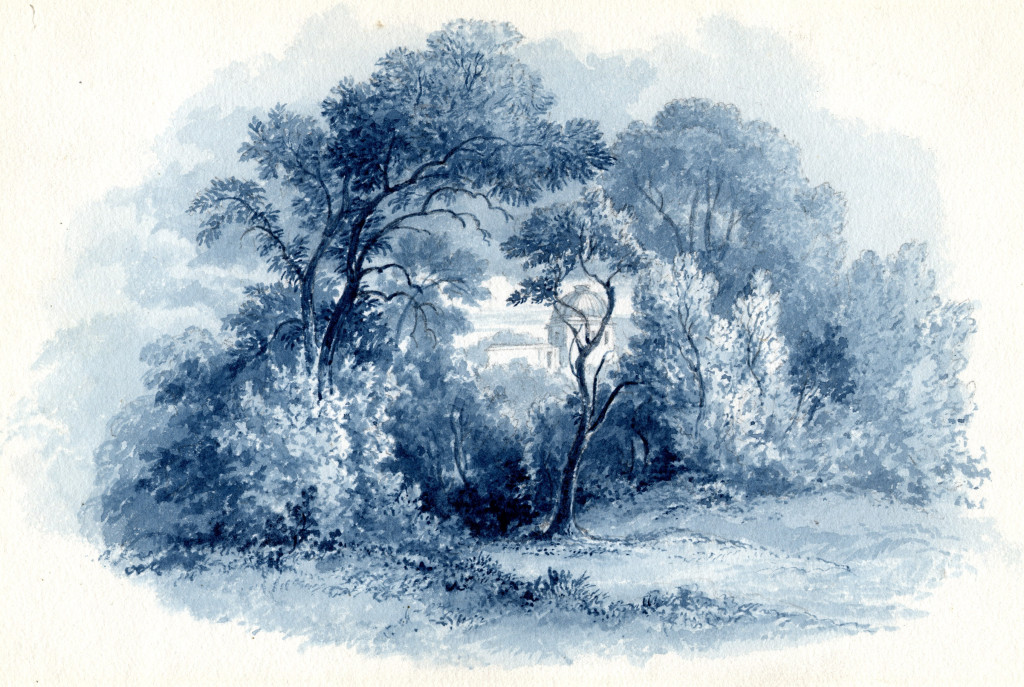
001-cemitério de brompton-by William Cowen
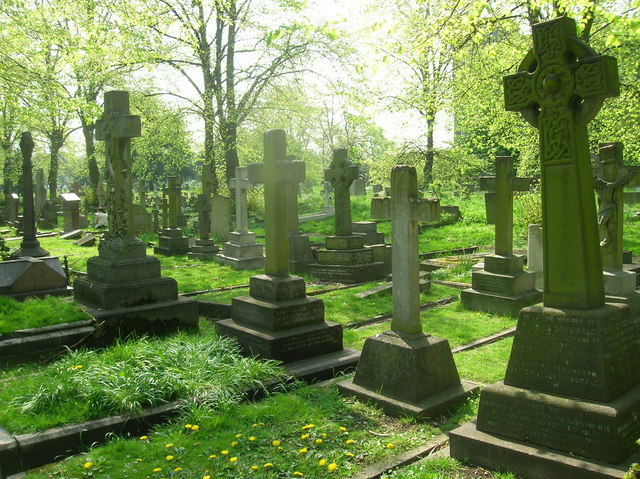
Entre as lápides
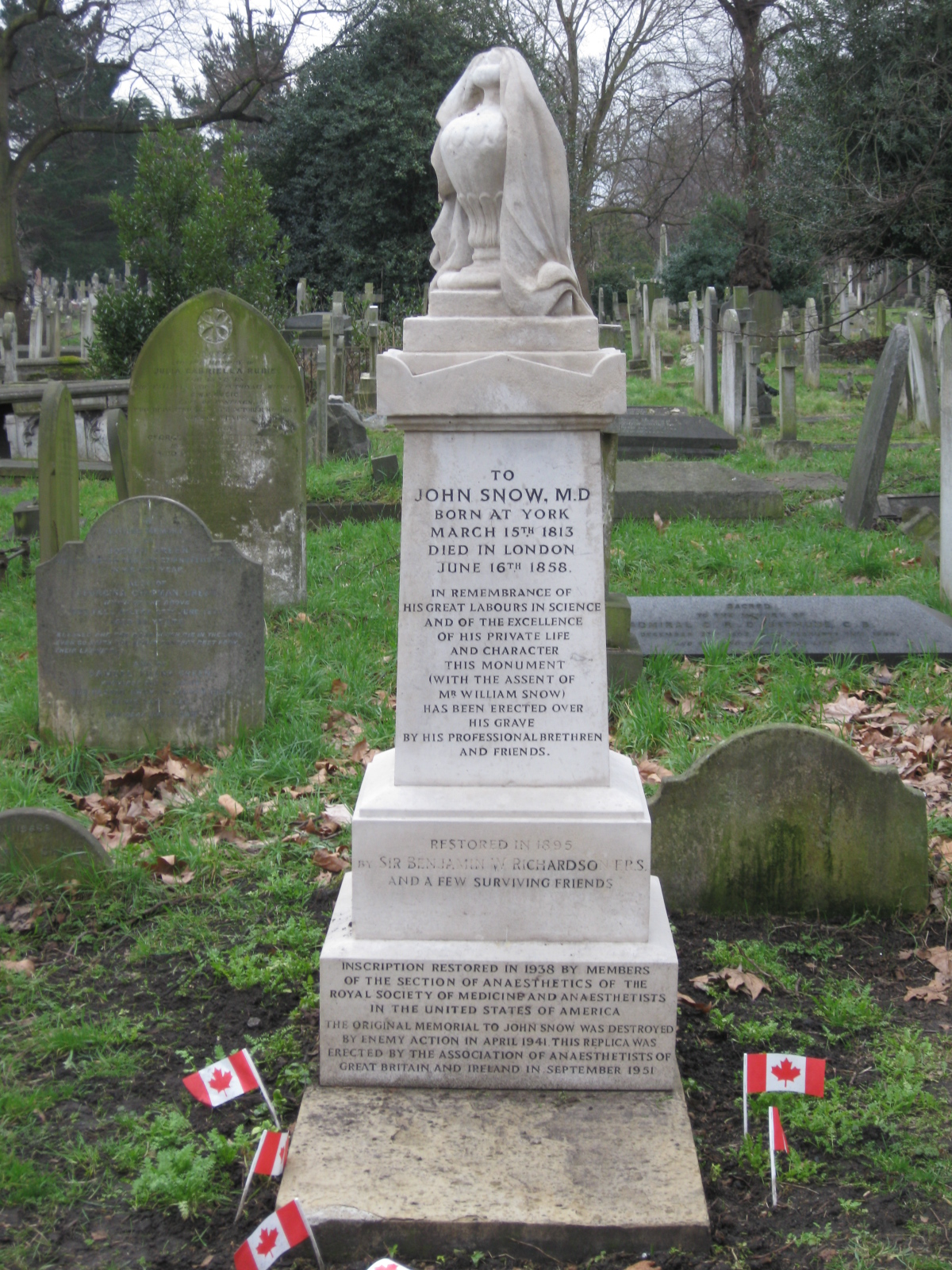
Monumento a John Snow
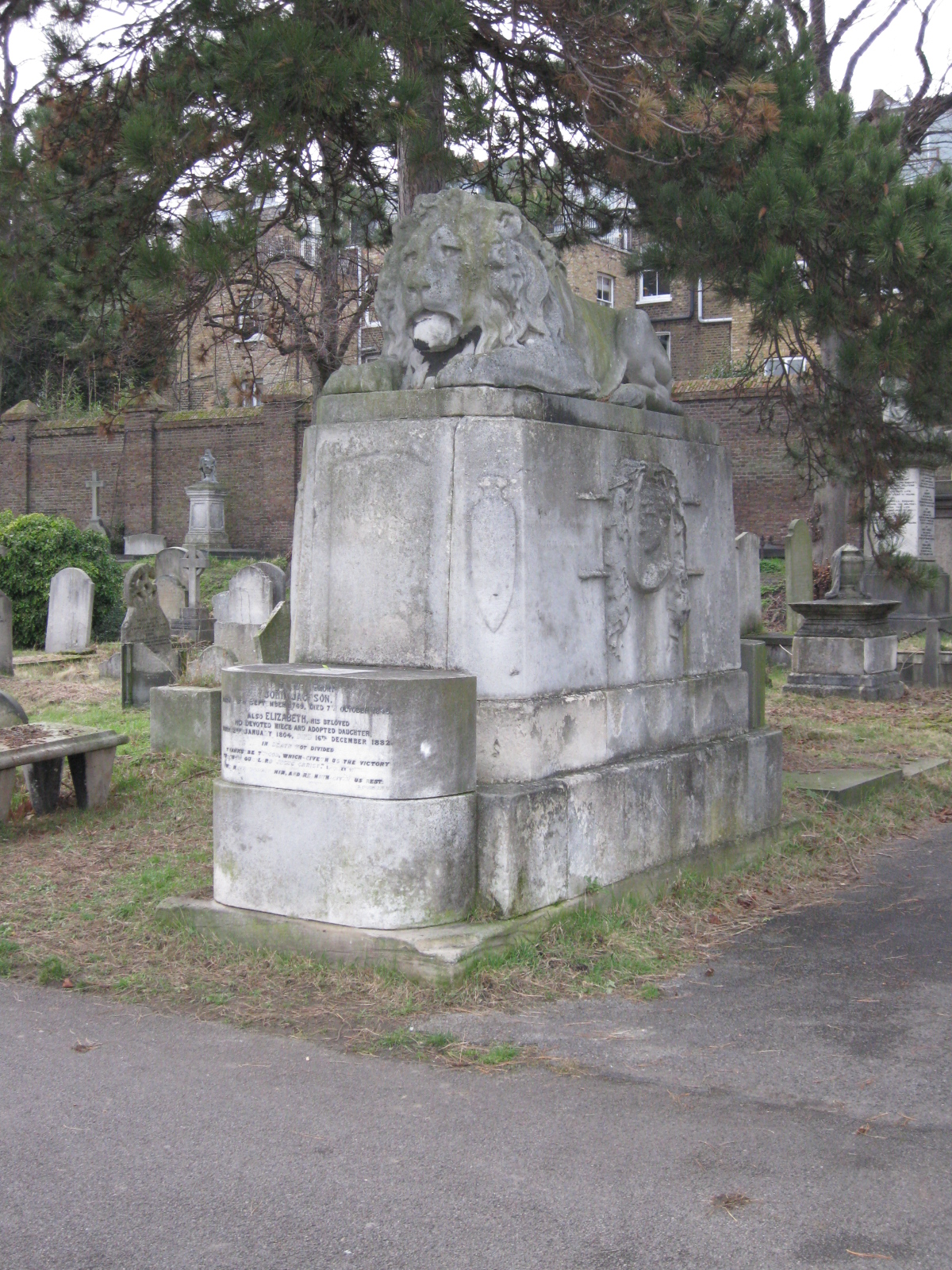
O leão no túmulo do "cavalheiro" John Jackson
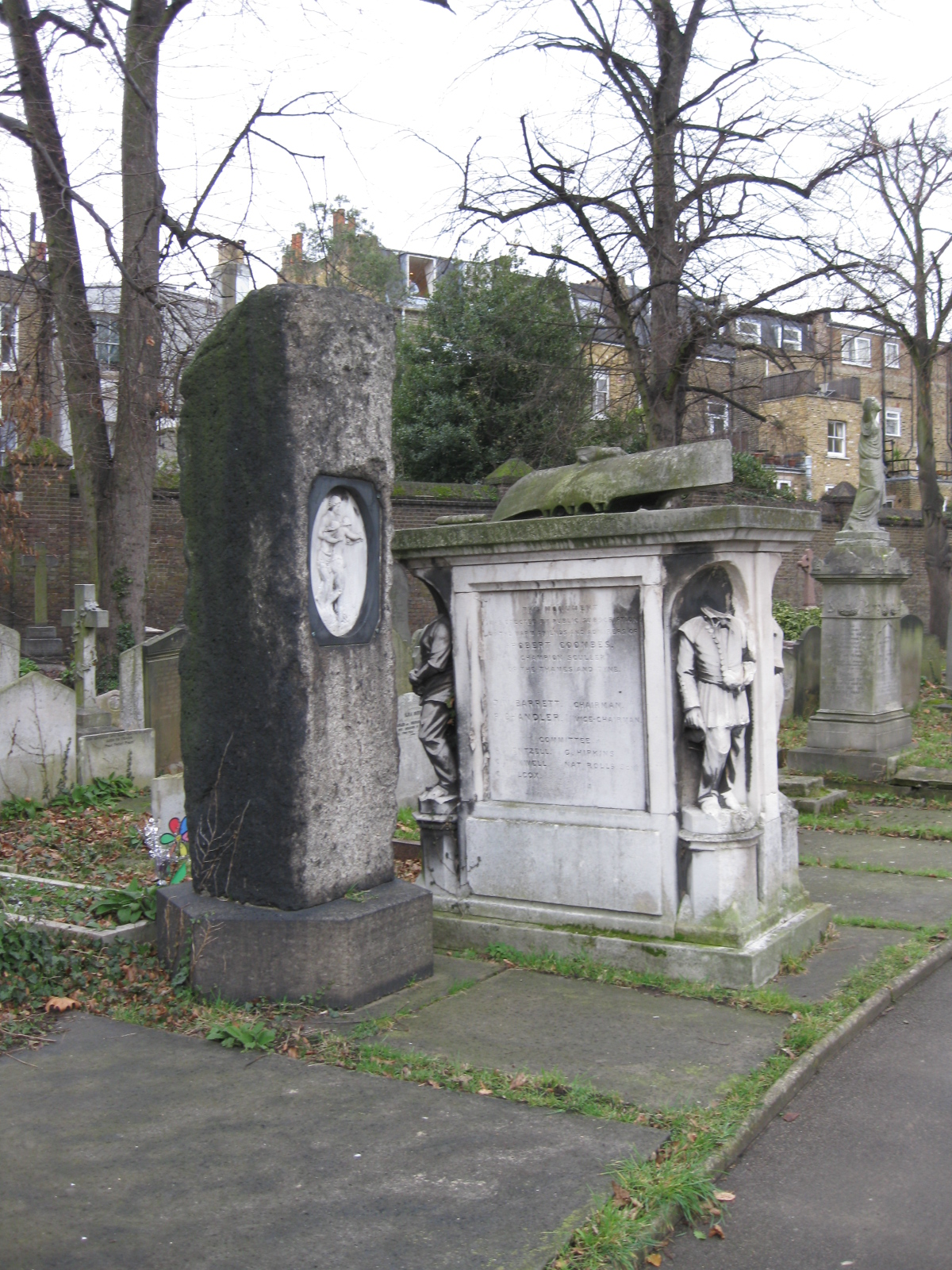
Monumento a Robert Coombes (à direita, agora tristemente desfigurado)
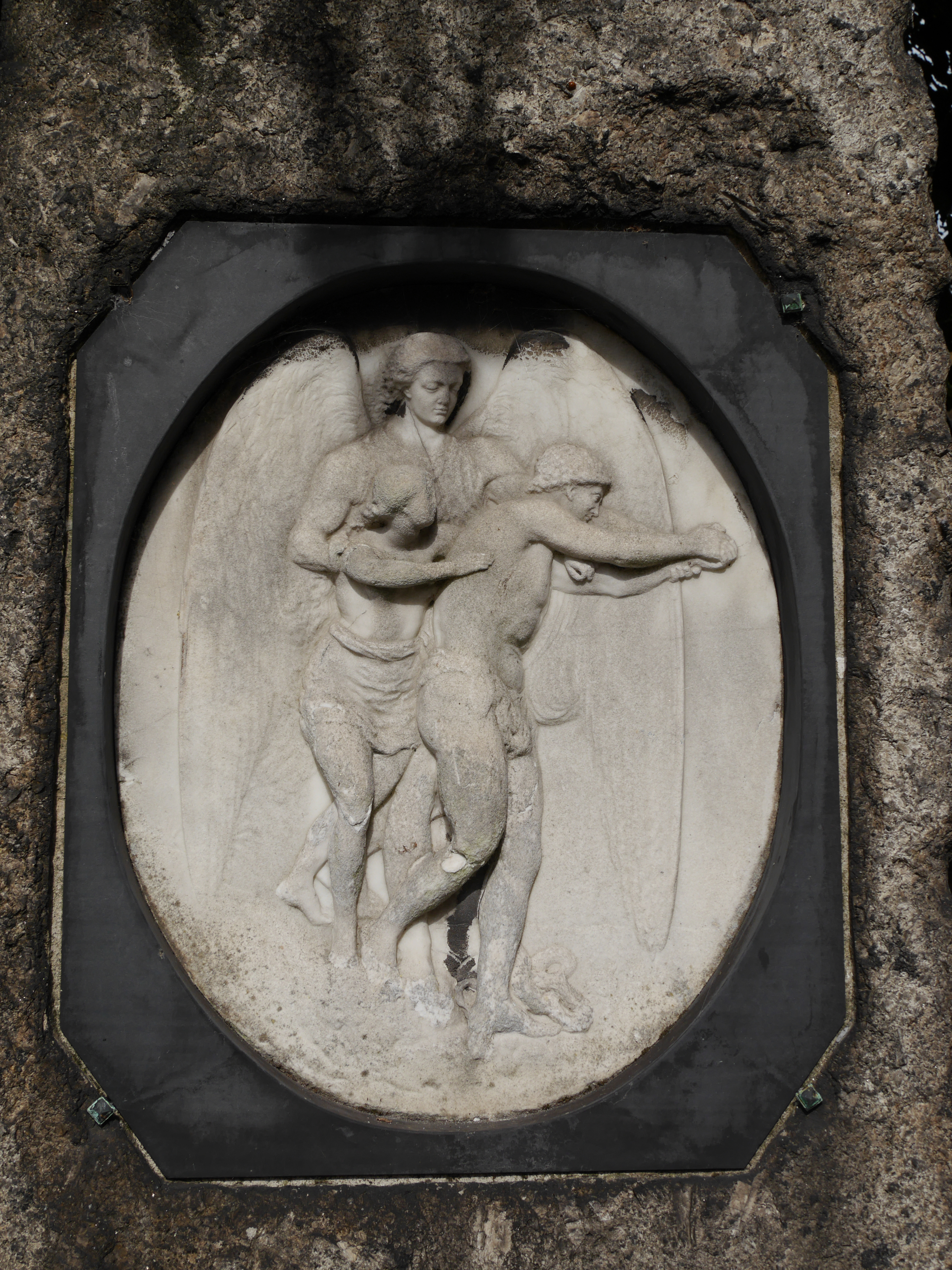
cemitério Brompton baixo relevo
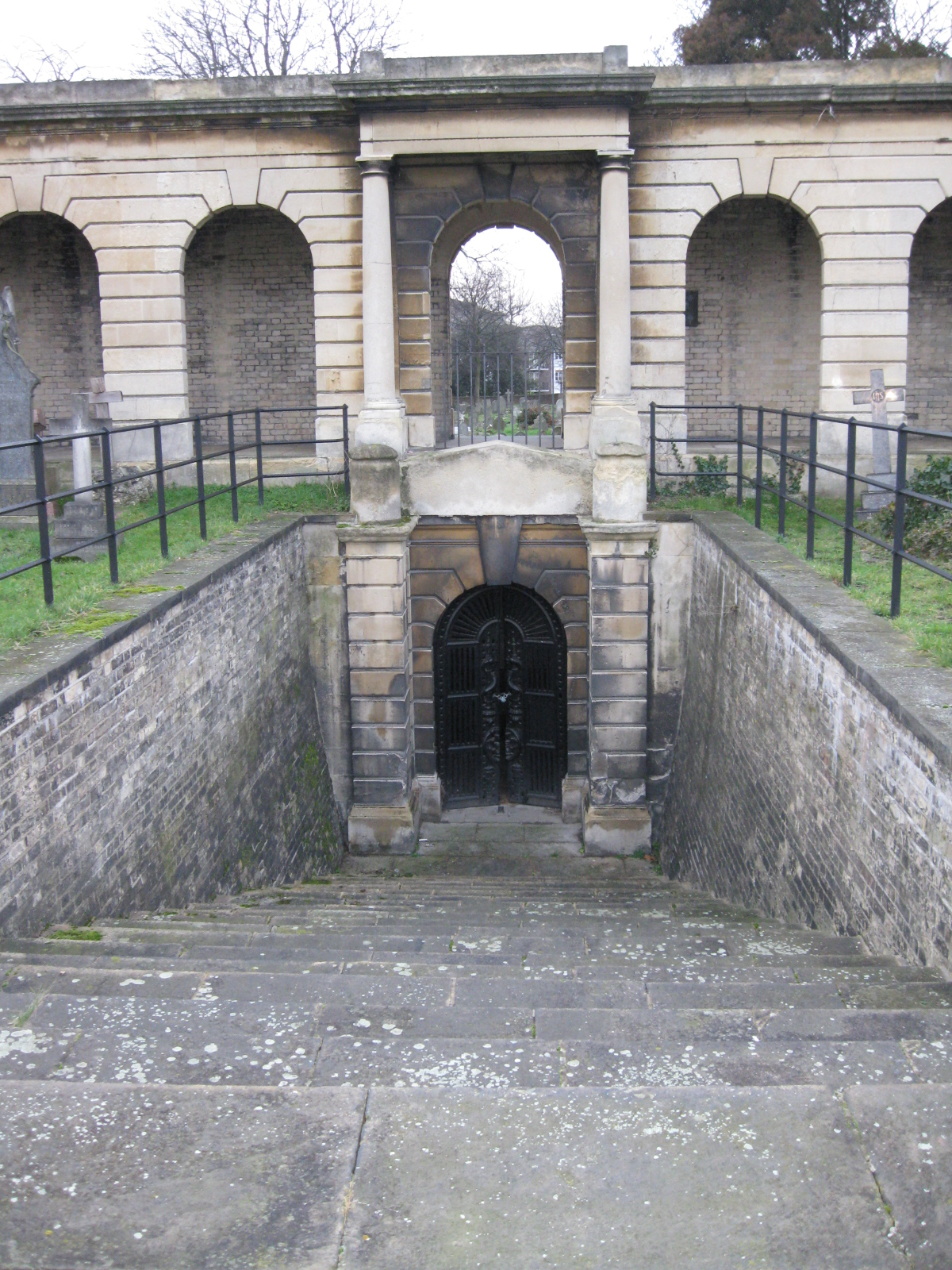
Entre as catacumbas
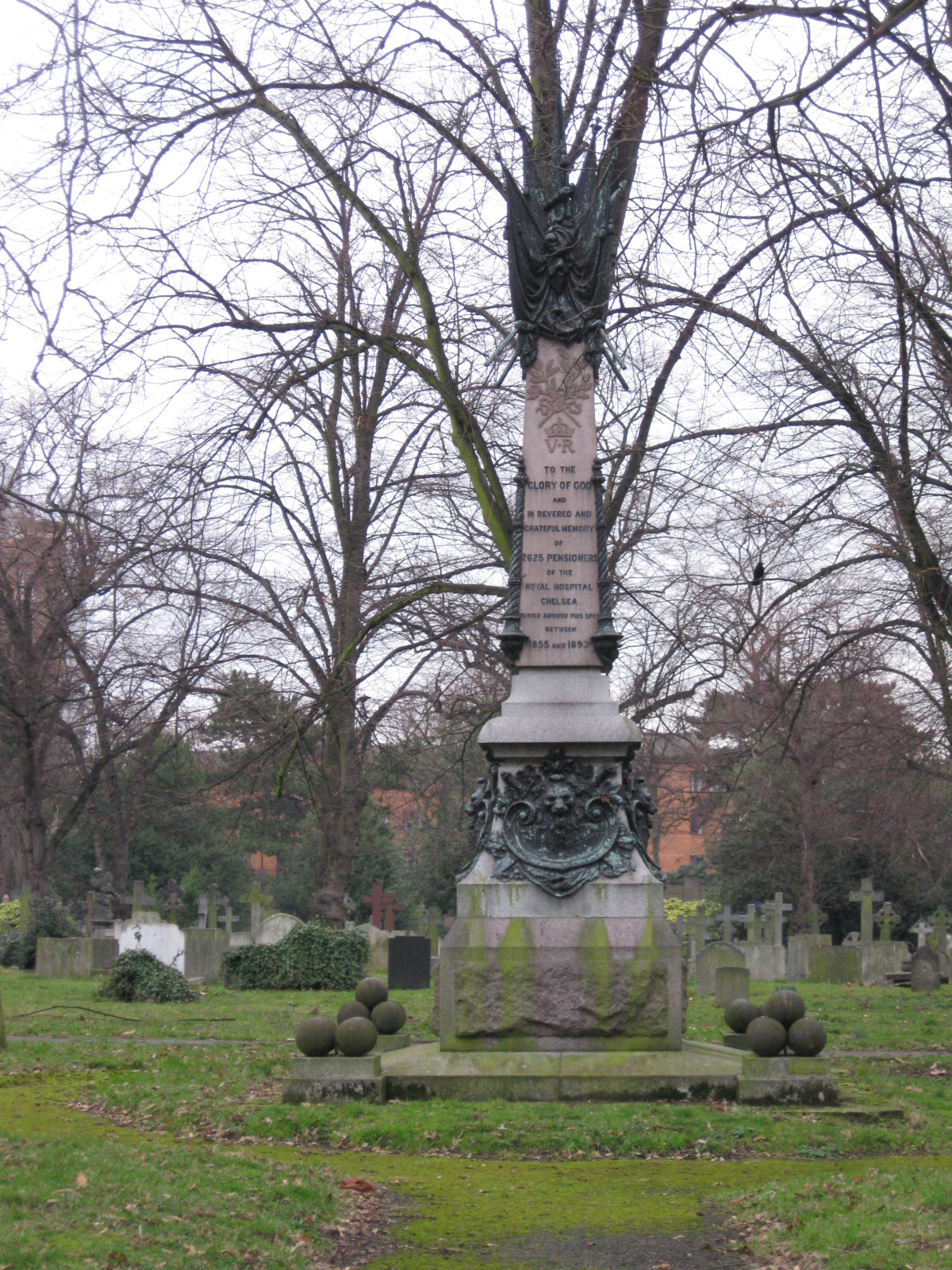
Chelsea Pensioners' Memorial
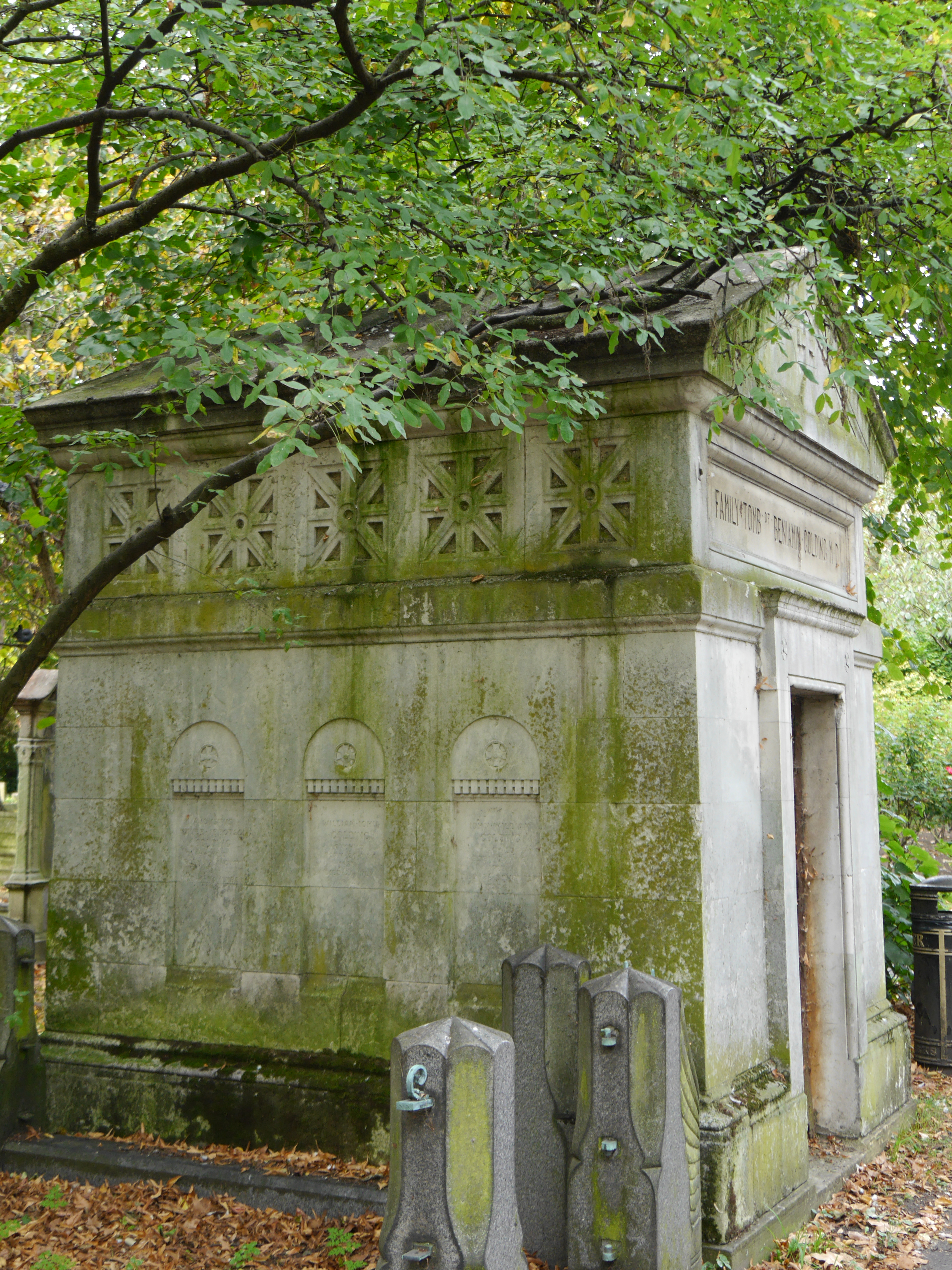
mausoléu, cemitério Brompton
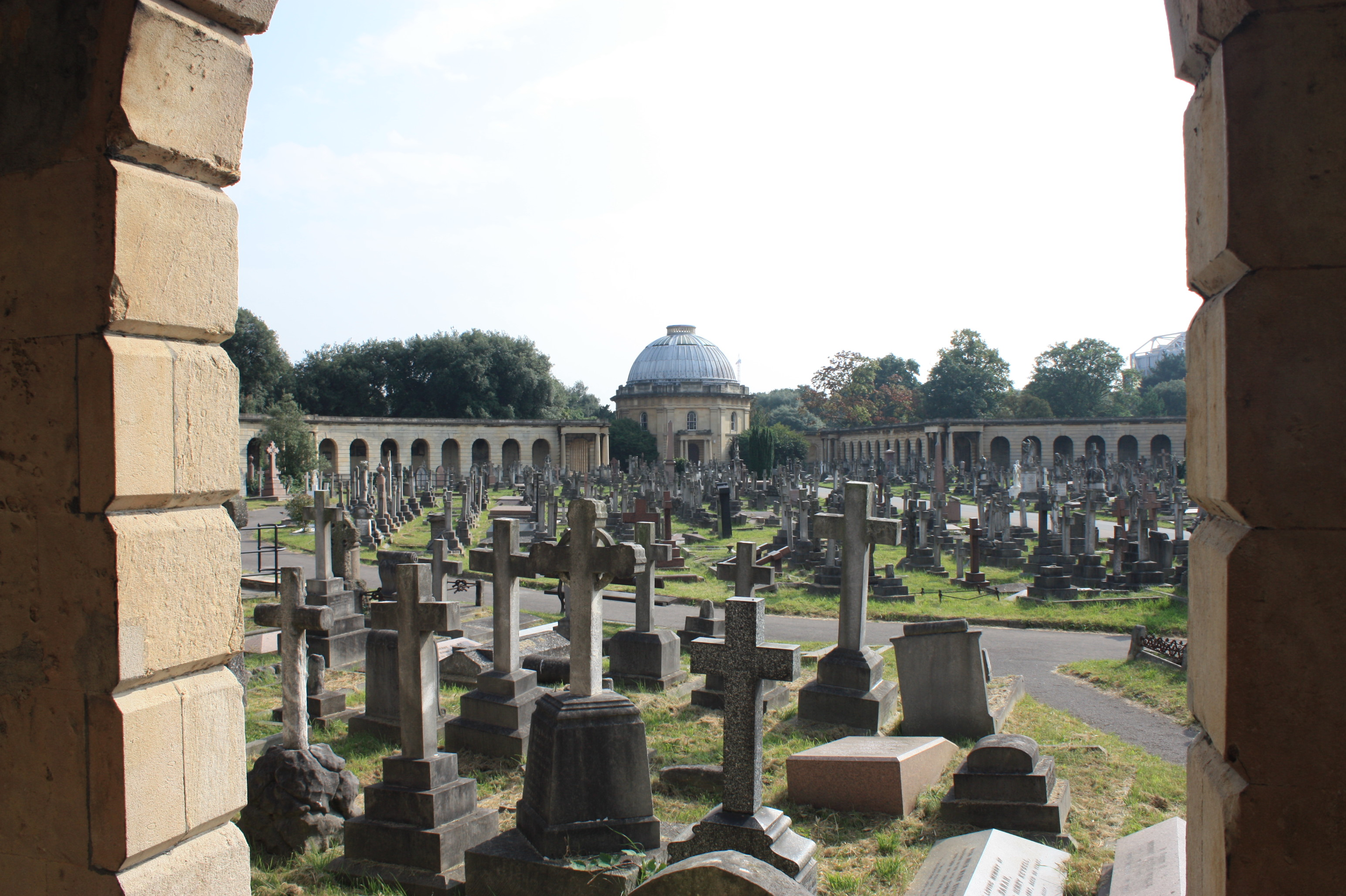
Seção central
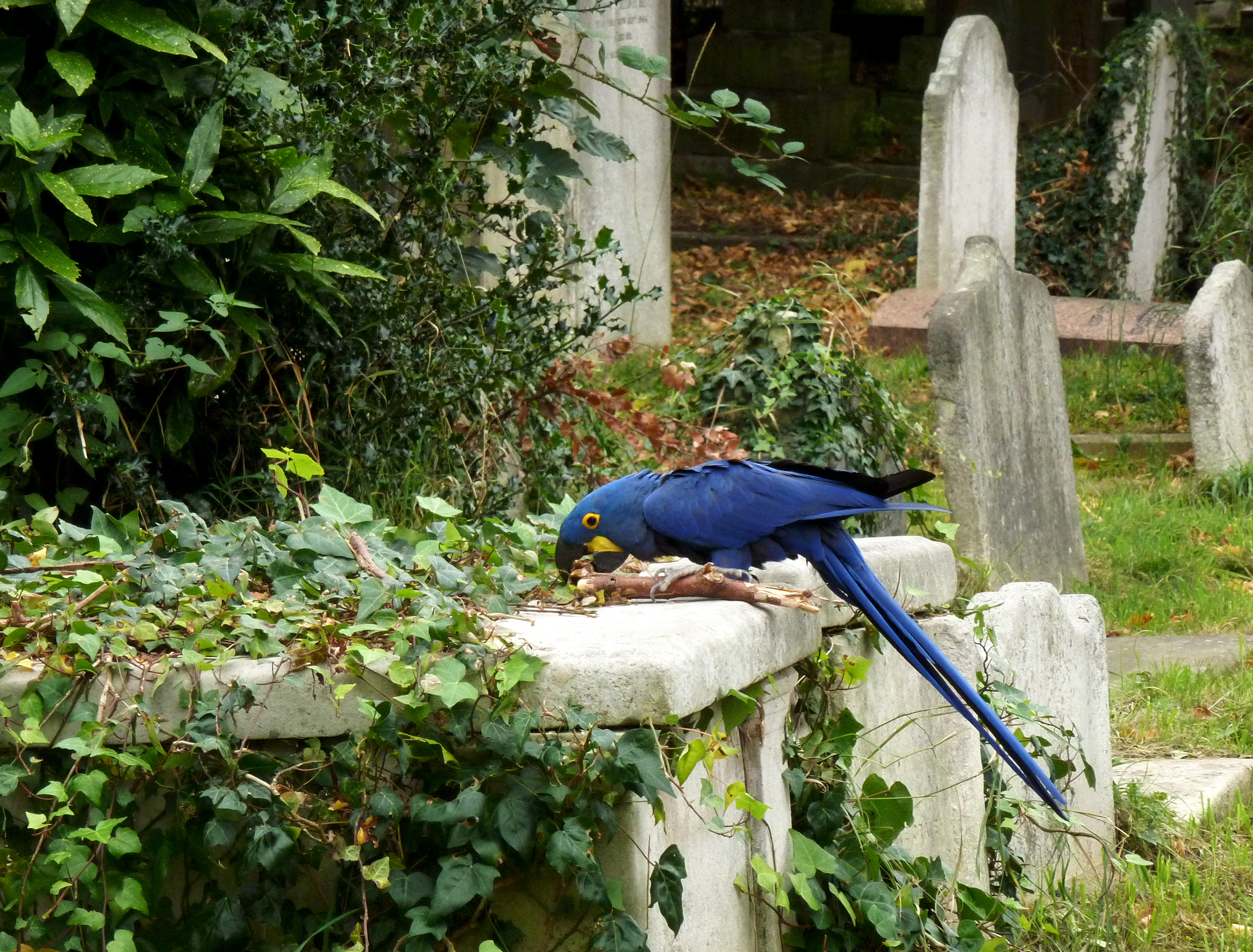
Visitante azul enrtre as lápides
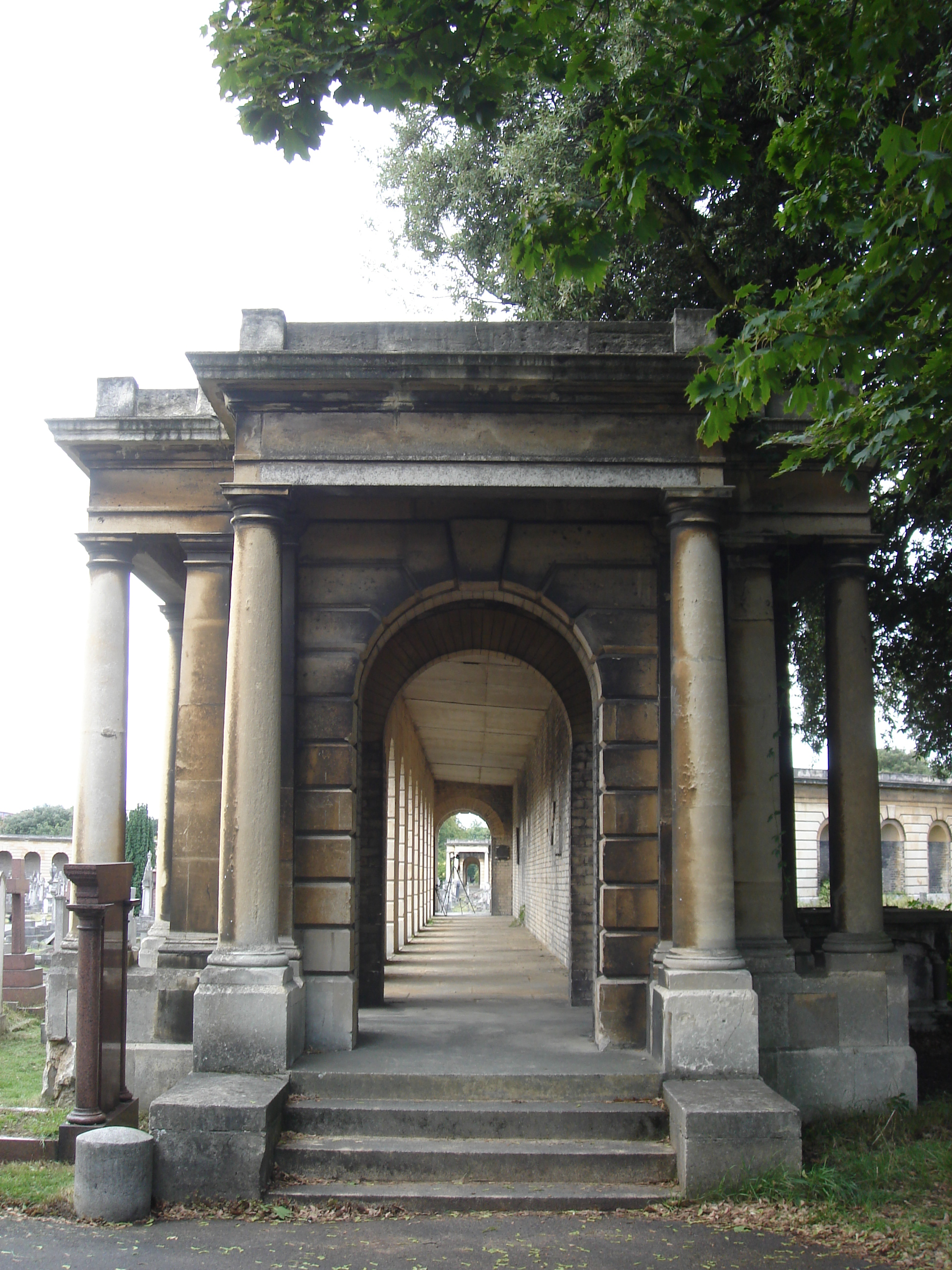
cemitério Brompton  SE Arcade
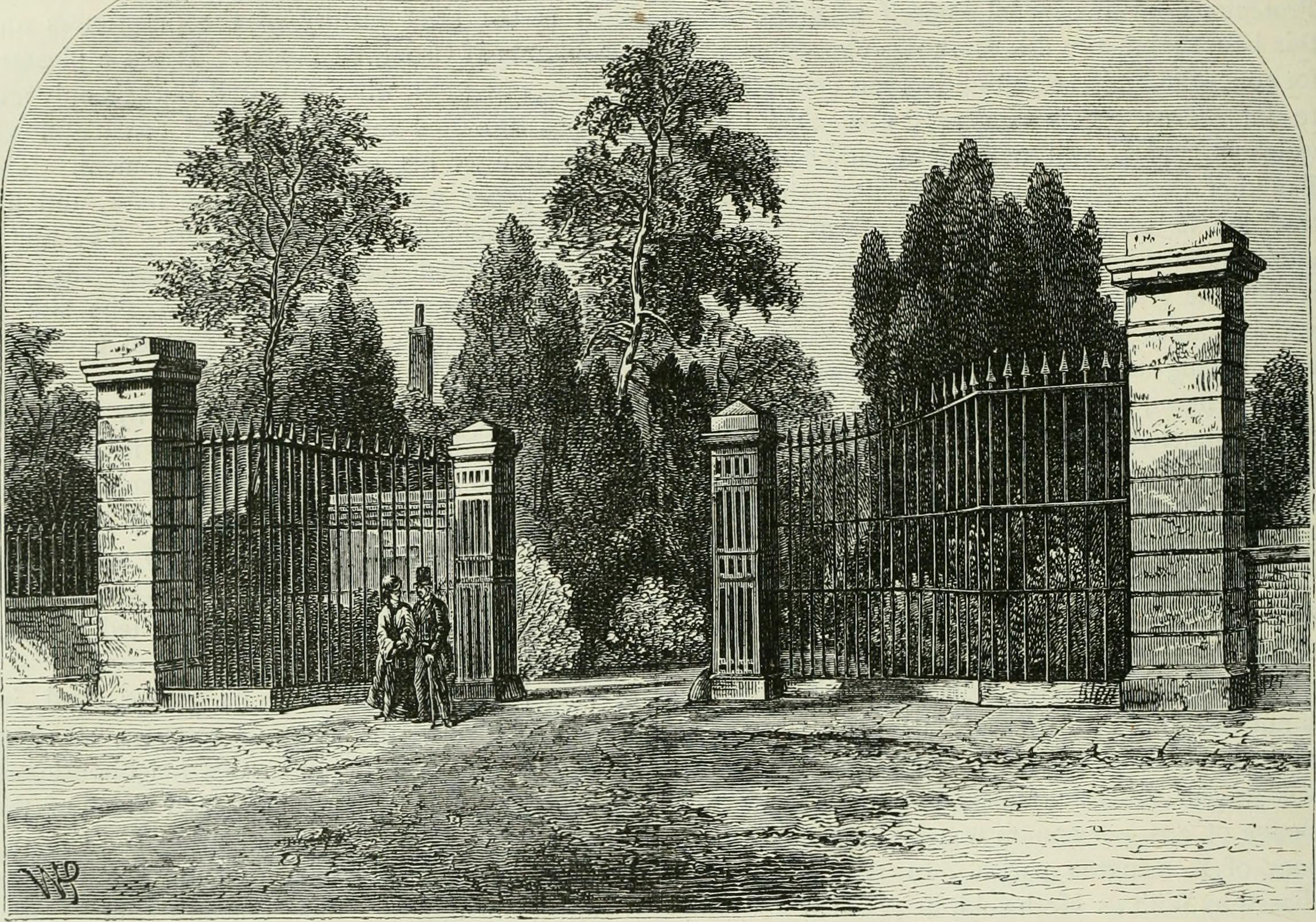
Entrada da Fulham roade (1873)
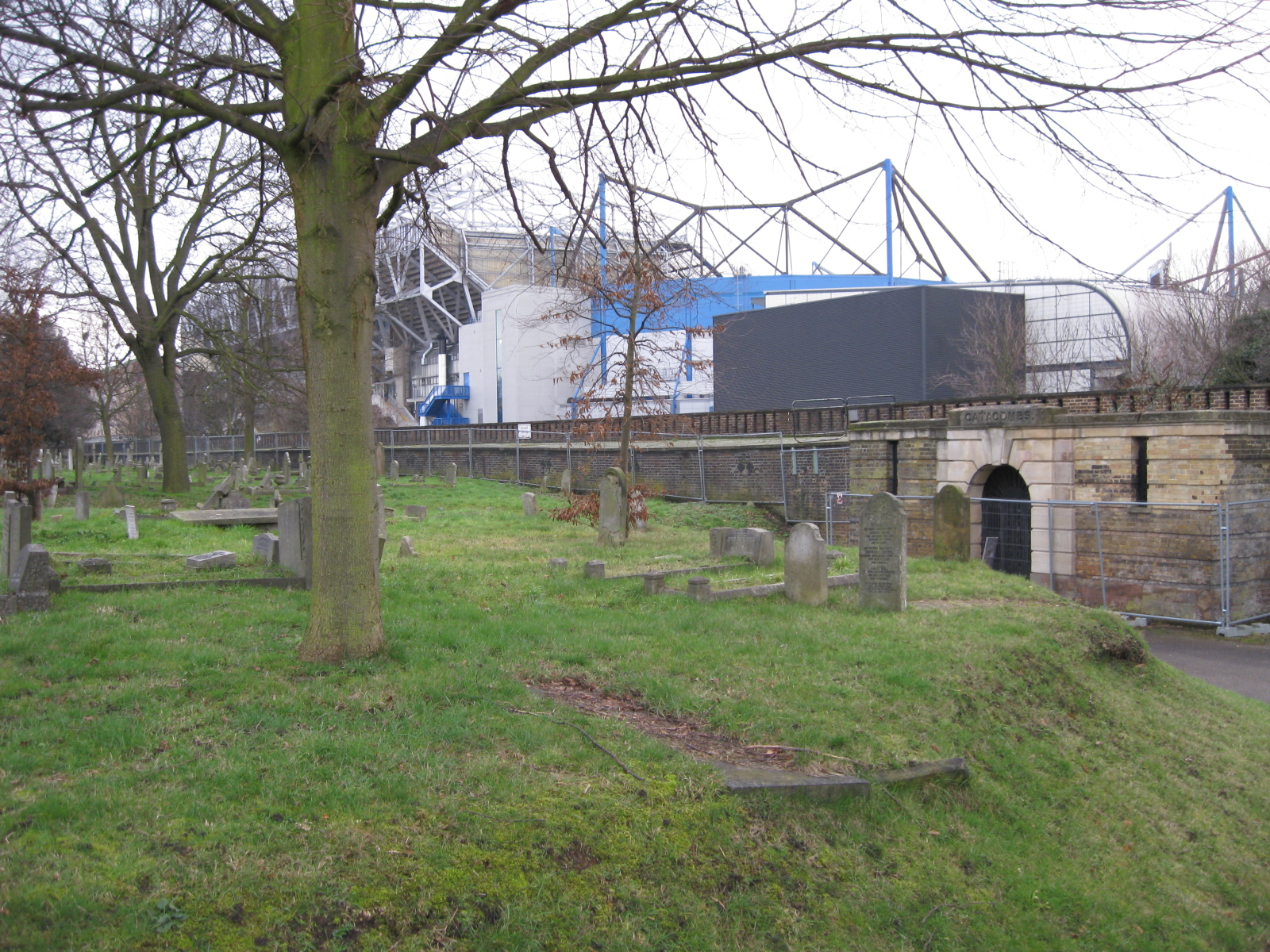
Cemitério de Brompton  perto do estádio Stamford Bridge
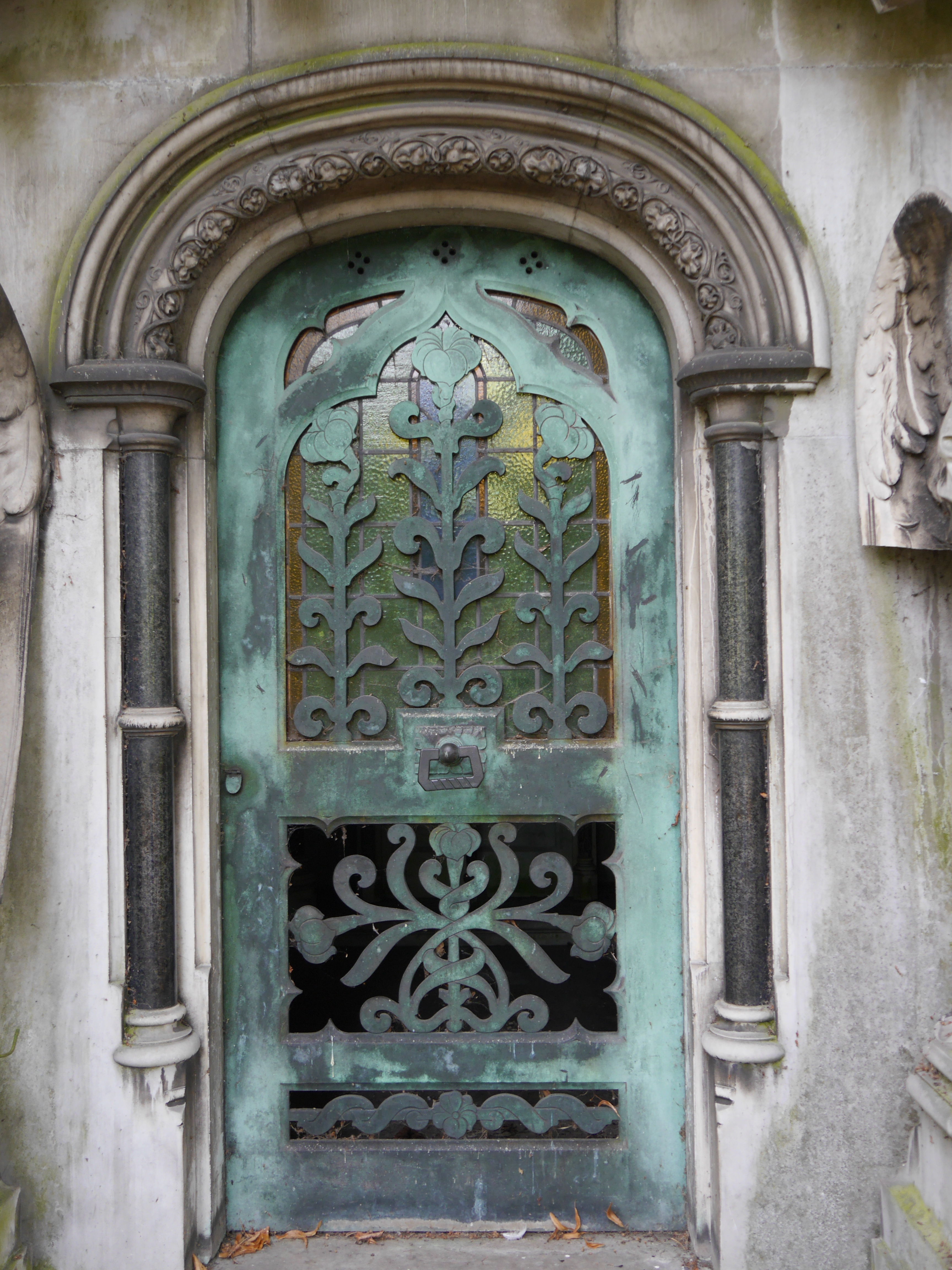
portal, cemitério de Brompton
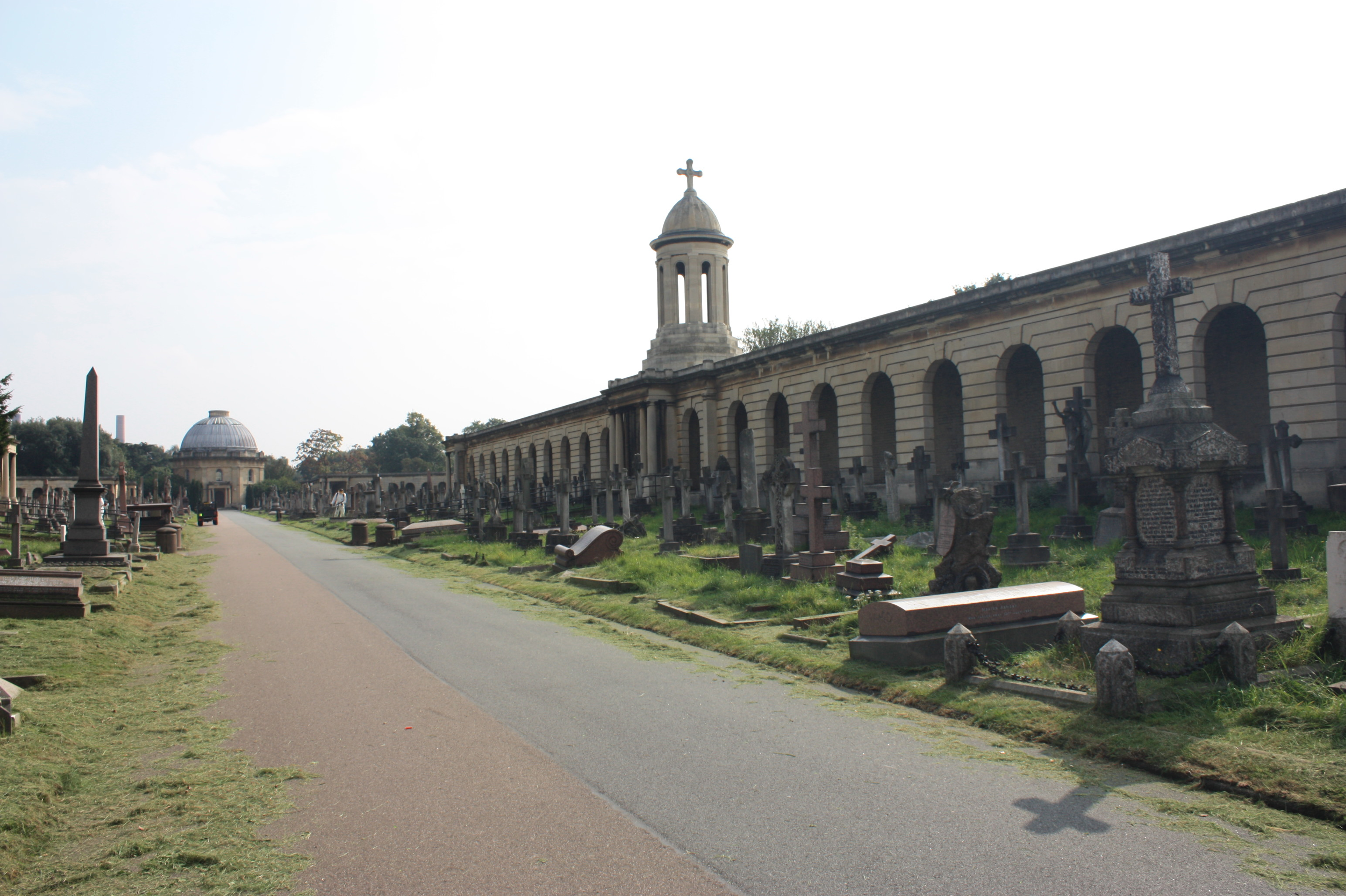
Avenida central, cemitério de Brompton
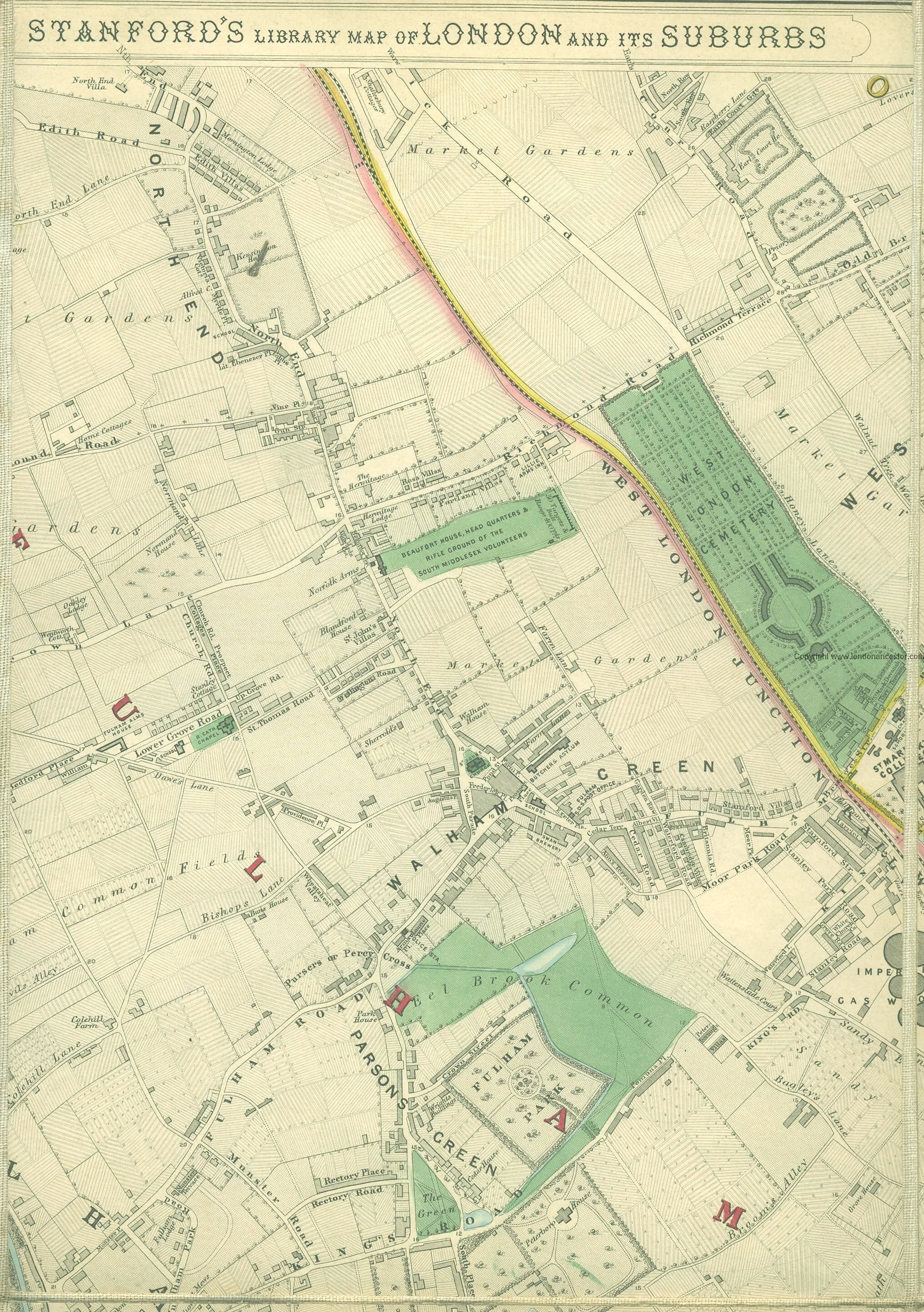
Middlesex, detalhe de Fulham c.1860